# Megan McCafferty
Megan Fitzmorris McCafferty (* 3. Februar 1973) ist eine US-amerikanische Schriftstellerin für Jugendliteratur, die vor allem durch ihre fünf Romane über den Teenager Jessica Darling bekannt wurde.

## Leben
Megan McCafferty absolvierte nach dem Schulbesuch zunächst ein grundständiges Studium an der University of Richmond sowie danach ein Studium der Anglistik an der Columbia University, das sie mit einem Bachelor of Arts (B.A. English) abschloss. Im Anschluss war sie als Journalistin tätig.
Ihr literarisches Debüt gab sie 2001 mit dem Jugendbuch Sloppy Firsts, in dem sie die 16-jährige High-School-Schülerin Jessica Darling aus Tennessee beschreibt, die nach dem Wegzug ihrer besten Freundin am Boden zerstört ist und im Umgang mit den Mitschülerinnen, aber auch mit ihren zwanghaften Eltern und aufgrund des fehlenden Liebeslebens zur Außenseiterin wird. Im zweiten Band Second helpings (2003) steht die übervorsichtige, ängstliche Jessica vor einer sozialen und emotionalen Zerreißprobe während ihres letzten Jahrs an der Pineville-High School. Neben den Beziehungen zu ihren Mitschülern spielen auch die erste Liebe zu dem geheimnisvollen Marcus Flutie, die Unzufriedenheit ihrer Eltern mit ihrer College-Wahl sowie die Schwangerschaft ihrer Schwester Bethany eine Rolle in ihrem sozial-familiären Umfeld. In den drei Folgeromanen Charmed thirds (2006), Forth Comings (2007) und Perfect fifths (2009) wird das Heranwachsen von Jessica Darling, ihr Alltag als junge Studentin in New York, der Umgang mit einem Heiratsantrag und der ersten Liebe beschrieben. 
2006 kam es zu Plagiatsvorwürfen gegenüber der indischen Autorin Kaavya Viswanathan, nachdem festgestellt wurde, dass diese in ihrem 2006 erschienenen ersten Roman How Opal Mehta Got Kissed, Got Wild and Got a Life Teile aus McCaffertys Roman Sloppy Firsts übernommen hatte.
Megan McCafferty, die Barack Obama unterstützt hatte, verfasste neben den fünf Jessica Darling-Romanen bislang neben weiteren Romanen auch Kurzgeschichten. Zurzeit erfolgt die Verfilmung des Jessica Darling-Stoffs aus dem 2013 erschienenen Buch Jessica Darling’s It List #1: The (Notso) Guaranteed Guide to Popularity, Prettiness & Perfection unter dem Titel Jessica Darling’s It List nach einem Drehbuch von Julie Sherman Wolfe unter Regie von Ali Scher mit Chloe East als Jessica Darling sowie Eric Lutes und Jane Sibbett in der Rolle ihrer Eltern.

## Veröffentlichungen
- Sloppy Firsts: a novel, 2001
- Second Helpings: a novel, 2003
- Sixteen: Stories About That Sweet and Bitter Birthday, 2004
- Charmed thirds: a novel, 2006
- Fourth Comings: A Jessica Darling Novel, 2007
- Perfect fifths: A Jessica Darling Novel, 2009
- Bumped Bumped, 2011
- Thumped Thumped, 2012
- Jessica Darling’s It List #1: The (Notso) Guaranteed Guide to Popularity, Prettiness & Perfection, 2013

in deutscher Übersetzung
- Erste Male (Original: Sloppy firsts), Übersetzung Ingo Herzke, Carlsen Verlag, 2010, ISBN 978-3-551-58204-1
- Zweite Versuche (Original: Second helpings), Übersetzung Ingo Herzke, Carlsen Verlag, 2010, ISBN 978-3-551-58205-8
- Dritte Wege (Original: Charmed thirds), Übersetzung von Ingo Herzke, Carlsen Verlag, 2010, ISBN 978-3-551-58206-5
- Vierte Wahl (Original: Fourth comings), Übersetzung von Ingo Herzke, Carlsen Verlag, 2011, ISBN 978-3-551-58207-2
- Im fünften Himmel (Original: Perfect fifth), Übersetzung von Ingo Herzke, Carlsen Verlag, 2012, ISBN 978-3-551-58270-6